# Werther, Nordhausen
Werther là một đô thị ở huyện Nordhausen, trong bang Thüringen, Đức. Đô thị Werther, Nordhausen có diện tích 61,43 km².